# استفان لکس
استفان لکس (انگلیسی: Stefan Lex؛ زادهٔ ۲۷ نوامبر ۱۹۸۹) بازیکن فوتبال اهل آلمان است.
از باشگاه‌هایی که در آن بازی کرده‌است می‌توان به باشگاه فوتبال اینگولشتات ۰۴ و باشگاه فوتبال گروتر فورث اشاره کرد.